# Aleksandr Popov (architect)

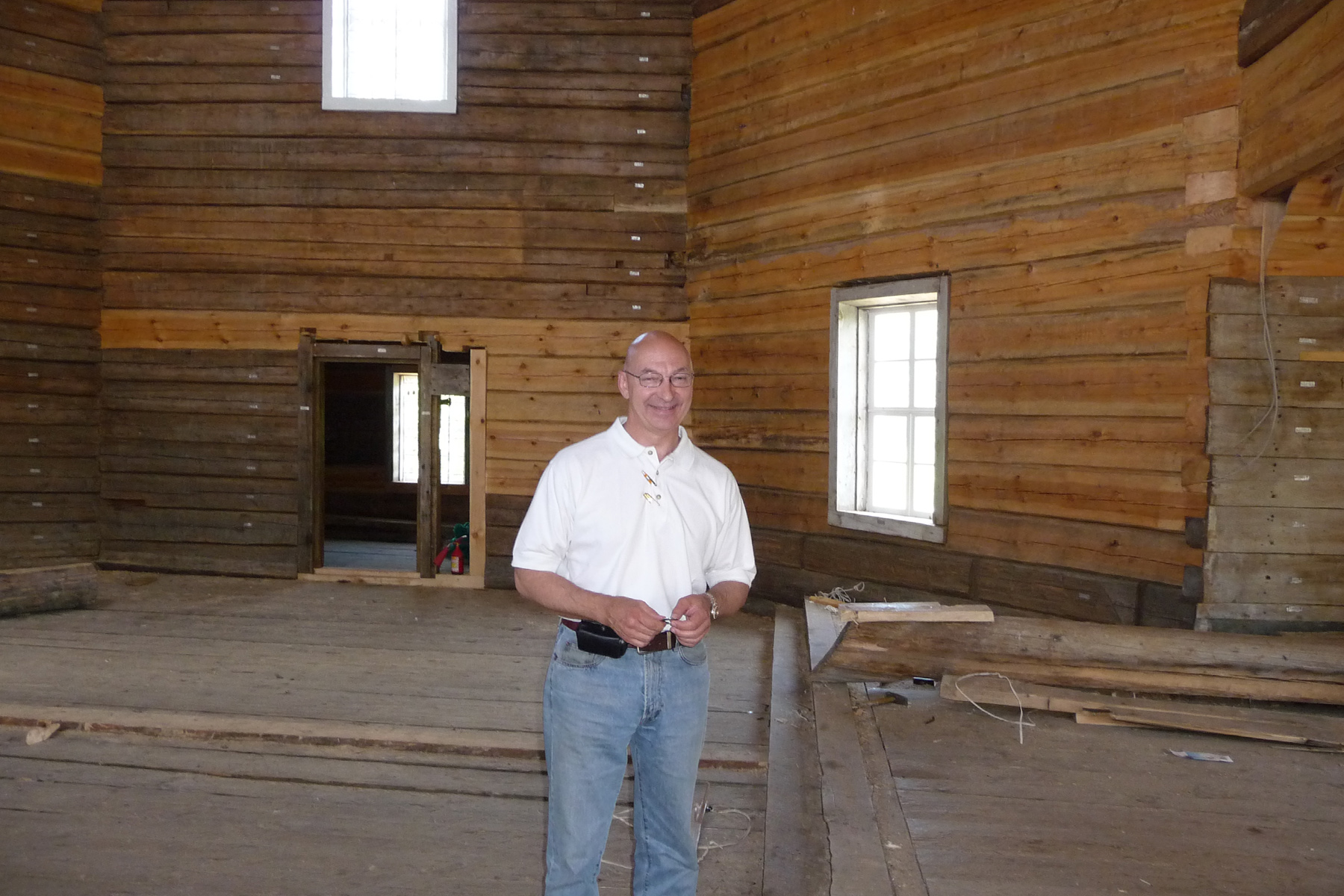
Aleksandr Popov

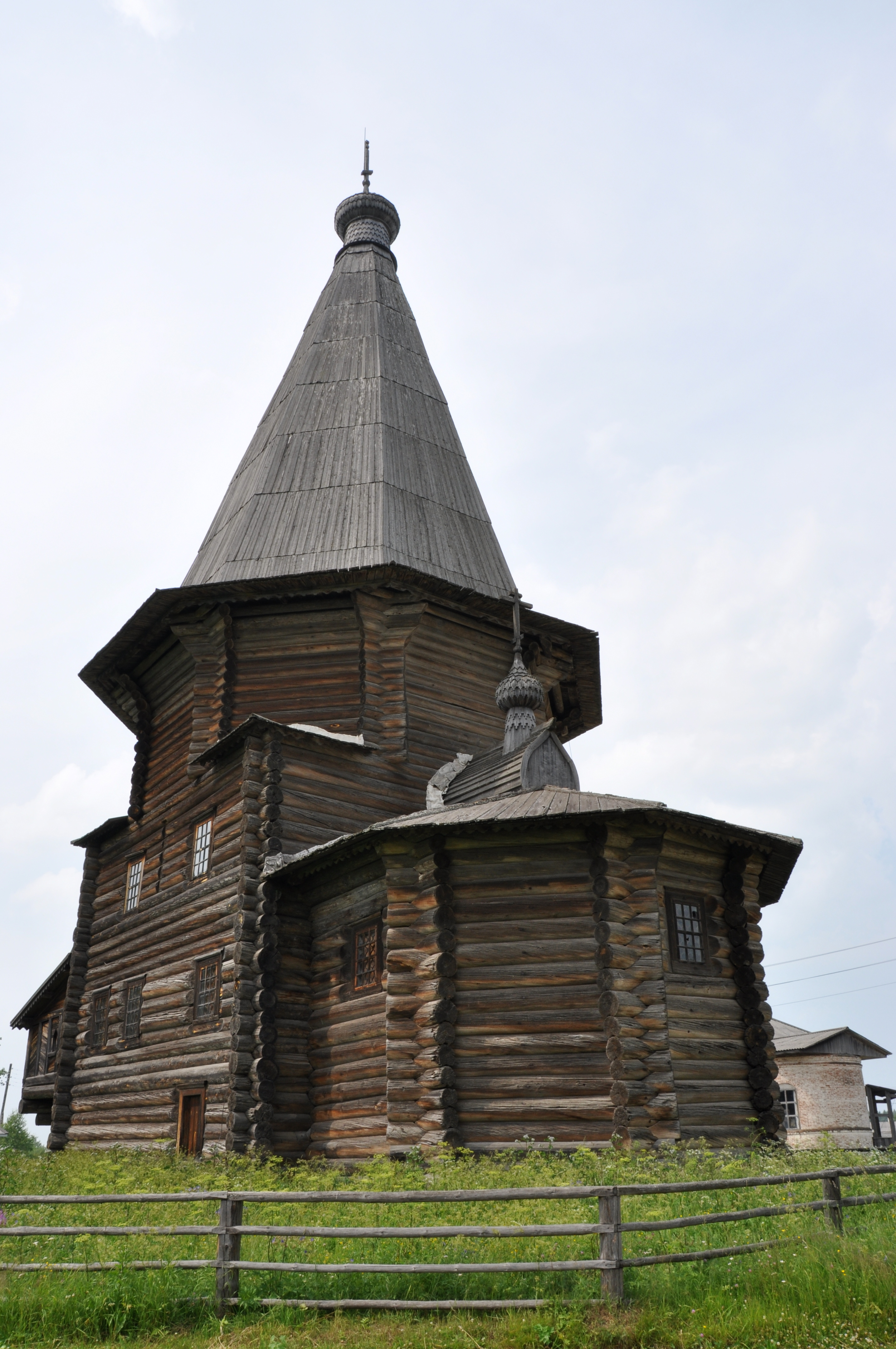
Dmitri Soloenskikerk in het dorp Verchnjaja Oeftjoega

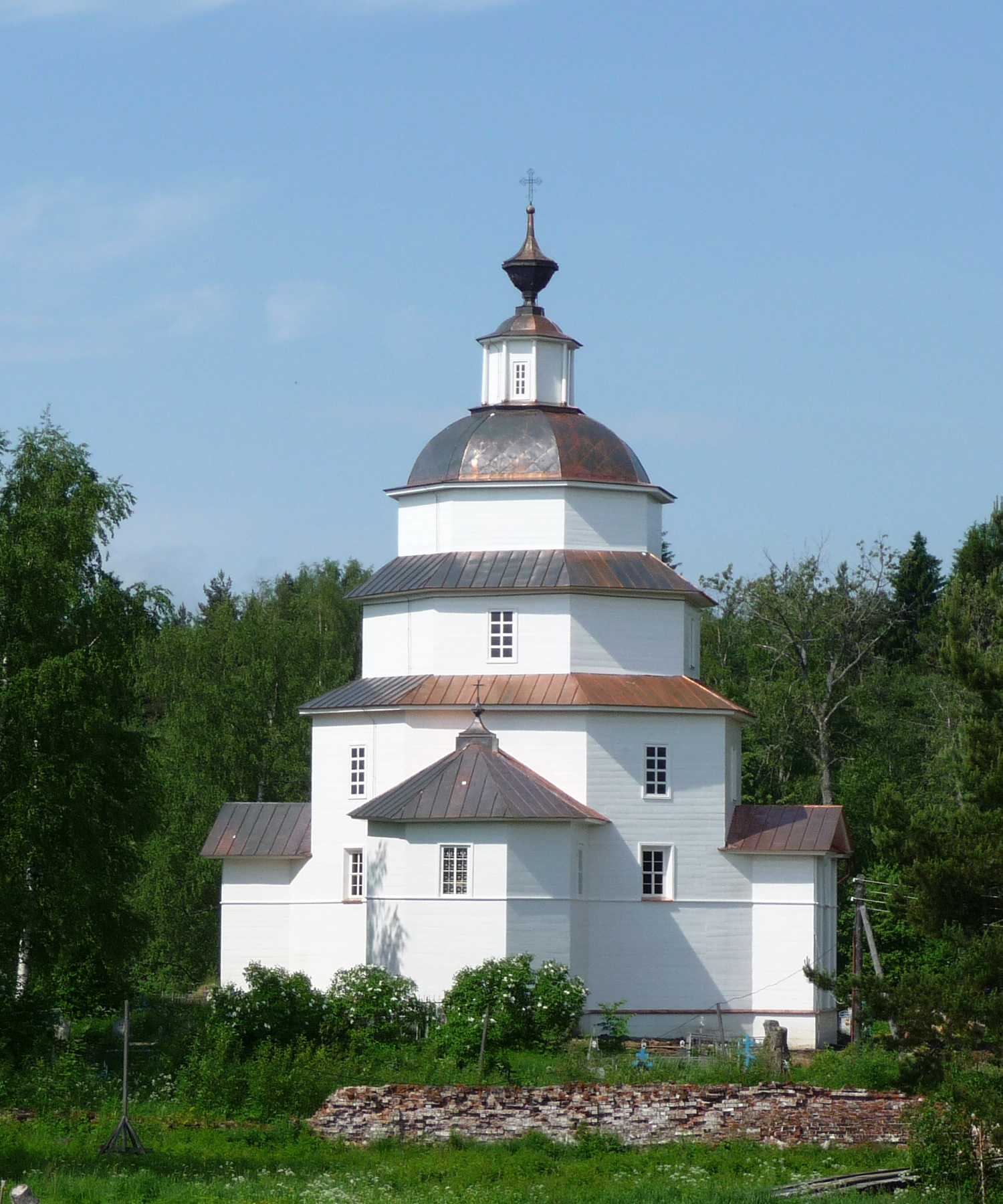
Profeet Eliakerk

Aleksandr Vladimirovitsj Popov (Russisch: Александр Владимирович Попов) (Moskou, 9 januari 1951) is een Russische architect-restaurateur die zich voornamelijk specialiseert in de restauratie van de houten kerken van het Russische Noorden.

## Biografie
Aleksandr Popov volgde eerst een technische opleiding aan de Moskouse Instituut voor elektronische industrie, waar hij in 1977 afstudeerde met een diploma in de toegepaste wiskunde. Al in zijn studententijd raakte hij echter geïnteresseerd in de traditionele Russische houten architectuur. Tijdens schoolkantines werkte hij mee aan de restauratie van de Drievuldigheidskerk in het dorp Brjochovo in Oblast Tver en vervolgens aan de restauratieprojecten in Pereslavl-Zalesski. Zo leerde hij al doende  timmeren, metselen en andere bouwkundige vaardigheden. Vervolgens studeerde hij architectuurrestauratie aan de Moskouse architectuurinstituut, welke opleiding hij in 1981 succesvol afrondde.
Na zijn afstuderen als architect-restaurator begon hij aan zijn eerste grote project, de restauratie van de Dmitri Soloenskikerk in het dorp Verchnjaja Oeftjoega in de Oblast Archangelsk. Hierbij moest hij als architect, aannemer, timmerman en arbeider tegelijk optreden. Na zes jaar werken werd het project succesvol afgerond. Voor de restauratie van de Dmitri Soloenskikerk werd Aleksandr Popov in 1991 met de Staatspremie van de Russische Socialistische Federatieve Sovjetrepubliek erkend.
Andere projecten waar Aleksandr Popov aan meewerkte zijn onder andere:
- De zogenoemde "abdij", het atelier van de Russische schilder Vasili Polenov in zijn landgoed Polenovo
- De houten Heilige Nicolaaskerk in het dorp Njonoksa in de Oblast Archangelsk
- Het Melnikovshuis, een eigen huis van de construktivistische architect Konstantin Melnikov te Moskou
- De houten Profeet Eliaskerk in het dorp Tsypino in de Oblast Vologda
- Sommige gebouwen van het Kirillo-Belozerskiklooster in de Oblast Vologda
- De houten Mariagewaadneerleggingkerk uit 1485, de oudste bewaard gebleven houten kerk van Rusland